# Ermita de Sant Vicent Ferrer de la Vall d'Uixó
L'ermita de Sant Vicent Ferrer, en la Vall d'Uixó, a la comarca de la Plana Baixa, és un temple catòlic catalogat com Bé de Rellevància Local segons la Disposició Addicional Cinquena de la Llei 5/2007, de 9 de febrer, de la Generalitat, de modificació de la Llei 4/1998, d'11 de juny, del Patrimoni Cultural Valencià (DOCV Núm. 5.449 / 13/02/2007), amb nombre d'identificació 12.06.126-005.

## Història
Situada a la plaça de Sant Vicent de l'esmentada població de la província de Castelló, es tracta d'un edifici construït pels Pares Dominics per venerar al sant valencià de la seva Ordre i datat del segle xvii, que es converteix al centre de les festes patronals en honor de Sant Vicent Ferrer, que van ser Declarades d'Interès Turístic Nacional l'any 2003.
Es creu que la ubicació de l'ermita és la mateixa de l'antiga mesquita àrab de Zeneta, sobre la qual s'hauria aixecat. Actualment depèn de la parròquia de l'Asumpció, que data de la mateixa època.
El lloc de la seva erecció té un gran significat històric per a la població de la Vall d'Uixó, ja que fou allí on es va aprovar la Carta de poblament de 1613 per als nous pobladors de la vila després de l'expulsió dels moriscs, tal com testifica una làpida ceràmica que es troba en un dels seus laterals.

## Descripció
L'ermita no està totalment exempta, sinó que en el seu lateral esquerre està adossat a habitatges particulars, mentre que el costat dret deixa a l'aire la seva fàbrica de maçoneria amb contraforts laterals de tejadillo i la coberta a dues aigües. En aquest lateral poden apreciar-se tres grans retaules ceràmics, el central titulat “La imposició de l'hàbit de Sant Vicent Ferrer”, obra de Miguel Tolosa Mora, fabricat en el seu propi taller de la població d'Onda. Està fet amb taulell pla esmaltat i pintat a mà, i data del tres d'abril de 2011, i basada en el quadre “La imposició de l'hàbit de Sant Vicent Ferrer", obra pictòrica de José Vergara Gimeno (1722-1799), que es troba en el presbiteri de la capella de Sant Vicent Ferrer o Capella Castrense, del Real Convent de Dominics de València.
Tant aquest retaule com els altres dos retaules que constitueixen el total del conjunt sobre la vida del sant valencià van ser sufragats per l'Associació Vicentina de la Vall d'Uixó i beneïts i inaugurats el diumenge dia 3 d'abril de 2011. La façana està dividida en dos cossos separats per una imposta, sent aquesta decoració, juntament amb un retaule ceràmic amb la clàssica imatge del sant, l'única remarcable d'aquesta façana totalment llisa. En el cos inferior es troba la porta d'entrada, que presenta llinda i sengles finestres rectangulars baixes, així com un sòcol marró; per la seva banda, el cos superior té un frontó triangular rematat en una espadanya amb teulada sobre el que s'alça una creu de forja amb l'anagrama SVF, i té buit per a una sola campana.
L'interior presenta una sola nau amb coberta de volta de canó amb llunetes i arcs amb decoració floral en escaiola realitzada per l'artista Manuel Marco. Presenta a més un cor alt als peus amb balaustrada de fusta.
En la part central, destaca el presbiteri, després de l'altar, on una àmplia fornícula amb sòbria decoració guarda la talla de Sant Vicent, amb figures de la Immaculada i Sant Josep sobre mènsules, en cadascun dels costats. Aquestes figures són modernes, ja que tota la decoració interior (inclòs el retaule barroc que adornada l'ermita) es va perdre durant el conflicte civil del 36, època en la qual l'ermita va ser reutilitzada com a escola.

## Festa
Les festes en l'ermita coincideixen amb les festes patronals, que s'inicien el dilluns següent al de Pasqua, sent molt antigues i estant documentades l'any 1725. Durant les mateixes tenen lloc actes populars i religiosos entre els quals destaca la processó del sant des de l'ermita a l'església parroquial.
En 2018 va ser declarat com a temple jubilar del primer Any Vicentino, que se suma a les altres commemoracions del 600º aniversari de la festivitat de Sant Vicent.